# Hygropoda higenaga
Hygropoda higenaga is een spinnensoort in de taxonomische indeling van de kraamwebspinnen (Pisauridae).
Het dier behoort tot het geslacht Hygropoda. De wetenschappelijke naam van de soort werd voor het eerst geldig gepubliceerd in 1936 door Kyukichi Kishida.